# 小浜市立宮川小学校
小浜市立宮川小学校（おばましりつ みやがわしょうがっこう）は、福井県小浜市竹長にあった公立小学校。2019年3月に閉校。

## 歴史
小浜市教育施設等研究委員会の答申（2004年（平成16年）9月1日）をうけ、小浜市教育委員会は、少子化の影響による市内東部地区の小学校統合の試案（4校案）を作成し、統合に向けた取り組みを始めた。
2008年（平成20年）6月には、小学校建設準備委員会（地区各3名が委員）を立ち上げるとともに、統合に対する理解を得るために東部4地区（松永・国富・遠敷・宮川地区）の住民を対象とした説明会を開催した。
2011年（平成23年）度からは、委員会名を「東部地区小学校統合準備委員会」とし、さらなる統合に向けた協議や取り組みを進めた。その結果、2012年（平成24年）8月6日に東部4地区（松永・国富・遠敷・宮川地区）すべてが小学校統合に合意した。統合されるのは小浜市立松永小学校、小浜市立国富小学校、小浜市立遠敷小学校、小浜市立宮川小学校の4校。
2016年（平成28年）1月、2019年4月1日に統合される新しい小学校の名称が、小浜市立小浜美郷小学校に決定した。
2019年3月に閉校し、小浜市立小浜美郷小学校に統合された。

## 校歌
山本和夫作詞／川口晃作曲

## 通学区域
- 小浜市
  - 大戸、竹長、本保、大谷、新保、加茂[2]

## 進学先学校
- 小浜市立小浜第二中学校[2]

## 著名な卒業生
- 前野博紀（華道家）